# Воздухоочиститель
Воздухоочиститель (очиститель воздуха) — прибор, рекламируемый как средство для очистки воздуха и улучшения атмосферы в помещении. На чистоту воздуха и, тем более, качество атмосферы не влияет.
Приборы для очистки воздуха можно разделить на группы по способу очистки.

## Использование и преимущества очистителей
Пыль, пыльца, перхоть домашних животных, споры плесени и фекалии пылевых клещей могут действовать как аллергены, вызывая аллергию у чувствительных людей. Частицы дыма и летучие органические вещества (ЛОВ) могут представлять опасность для здоровья. Воздействие различных компонентов, таких как ЛОВ, увеличивает вероятность появления симптомов синдрома больного здания.

### COVID-19
Джозеф Аллен, директор программы «Здоровые здания» Гарвардской школы общественного здравоохранения, рекомендует школьным классам использовать очиститель воздуха с HEPA-фильтром как способ уменьшить передачу возбудителя COVID-19, заявив: «Портативные компьютеры с высокоэффективным HEPA-фильтром. и размер соответствующего помещения может улавливать 99,97 % частиц в воздухе ».
Одно исследование гидродинамического моделирования, проведённое в январе 2021 года, предполагает, что использование очистителей воздуха или систем вентиляции в замкнутых пространствах, таких как лифт, во время их пребывания несколькими людьми приводит к эффектам циркуляции воздуха, которые теоретически могут усилить передачу вируса. Однако реальные испытания портативных воздушных фильтров HEPA / UV в палатах больницы с COVID-19 продемонстрировали полное устранение передаваемого по воздуху SARS-CoV-2. Интересно, что этот отчёт также показал значительное сокращение числа других бактерий, грибков и вирусных биоаэрозолей, предполагая, что такие портативные фильтры, как этот, могут предотвратить не только нозокомиальное распространение COVID-19, но и другие внутрибольничные инфекции.

## Мойка воздуха
Мойки воздуха используются в помещениях для увлажнения и очистки воздуха от пыли, неприятных запахов, аллергенов, ароматерапии и не имеют фильтров. Крупная пыль с размерами более 10 микрон удаляется лучше, мелкая, с размерами менее 2,5 микрон, — хуже.

## Электростатические воздухоочистители
Воздухоочистители, принцип которых основан на притягивании предварительно заряженных мелких частиц из воздуха к пластинам, имеющим противоположный заряд статического электричества. Имеют малую производительность и создают при своей работе свободный озон, иногда в опасных для человека концентрациях. Требует регулярного ухода в виде мойки пластин от накопившейся пыли. Если этого не делать — не эффективен.

## Фотокаталитические воздухоочистители
Загрязнённый воздух пропускается через фильтр с фотокатализатором (TiO2 — оксид титана), освещённый мягким ультрафиолетовым излучением (длина волны излучения — более 300 нм, диапазон «А», безопасный для человека). Под действием фотокатализа токсичные примеси, содержащиеся в воздухе, подвергаются окислению и разложению.
Химическая составляющая данной реакции — получение фотокатализом пероксида водорода H2O2 и гидроксидных радикалов OH. Эти элементы обладают сильными окисляющими свойствами и способны разложить органические соединения, летучие химические соединения, ароматические субстанции и многие аллергены на не обладающие запахом двуокись углерода и воду.
Нужно учесть, что фотокатализ идет только на внешней видимой поверхности фильтра, так как ультрафиолетовое излучение поглощается в тонких слоях практически всех пористых материалов, из которых они изготавливаются. Кроме того, для значимого эффекта очистки воздуха в помещении необходима площадь фильтров в несколько квадратных метров при интенсивности ультрафиолетового излучения не менее 20 Вт/м2. Эти условия не выполняются ни в одном из выпускаемых на сегодня фотокаталитических воздухоочистителей и особенно в новых, где в качестве источника ультрафиолетового излучения используются маломощные светодиоды. То есть реальная производительность продаваемых сегодня фотокаталитических воздухоочистителей пренебрежимо мала.

## Ионные воздухоочистители
Есть мнение[чьё?], что вредные вещества, бактерии и аллергены заряжены положительно, а потому притягивают воспроизводимые ионизаторами анионы и образуют мелкие кластеры частиц. Частицы таким образом утяжеляются, падают вниз и больше не могут попасть в лёгкие человека и стать возбудителями инфекций.

## Фильтрующие воздухоочистители
В фильтрующих воздухоочистителях воздух очищается от пыли, просачиваясь через фильтрующий элемент. Это наиболее эффективные и работоспособные аппараты, использующие для фильтрации воздуха технологию HEPA и угольные фильтры, которые требуют периодической замены.

## Инерционные воздухоочистители
Принцип действия инерционных воздухоочистителей основан на инертности частиц пыли в воздухе. Воздух, входящий в воздушный фильтр, резко изменяет направление своего движения и находящиеся в воздухе частицы пыли, вследствие инертности, продолжают двигаться в прежнем направлении и попадают в пылеуловитель, который может быть исполнен в виде масляной ванны.
Второй способ фильтрации пыли из воздуха — сообщить вращательное движение потоку запылённого воздуха. Вследствие инертности пыль будет отбрасываться к стенкам, а очищенный воздух будет направляться по назначению из центра воронки. Например, в цилиндр двигателя.
В инерционных воздухоочистителях удаляется пыль с размерами более 5 микрон. Более мелкая пыль остается в воздухе.

## Комбинированные воздухоочистители
Соединяют в себе фильтрующие элементы, установленные, как правило, после системы инерционной очистки.